# Masters of the Universe
Masters of the Universe, també conegut per les seves sigles MOTU, és una franquícia de figures d'acció, sèries de televisió, pel·lícules, historietes i videojocs creada el 1981 per Mattel. Dins d'aquest univers —híbrid entre època medieval i fetilleria barrejat amb ciència-ficció—, la premissa principal gira entorn del conflicte entre l'heroic He-Man i el malèfic Skeletor al planeta Eternia, amb una àmplia gamma de personatges secundaris.

## L'univers MOTU
Les primeres figures d'acció de la línia dissenyats per Roger Sweet per a Mattel, van ser llançades en 1981, amb una grandària de 13.8 cm (5 1/2 polzades).
L'univers MOTU va ser creat a través de minicomics que acompanyaven a les joguines. En aquests primers còmics es presenten els dos personatges principals He-man (l'home més poderós en l'univers) i el seu némesis, el malvat Skeletor, els aliats de He-Man: Man-At-Arms, Teela, Battle Cat, i Stratos, a més dels sequaços de Skeletor: Beast-Man i Mer-Man. També es fa referència al planeta Eternia i a l'ús tant de tecnologia (pistoles de raigs, vehicles, maquinàries, etc) com de màgia.
Posteriorment, DC Comics va crear una sèrie regular i una minisèrie de tres números en 1982. En aquests còmics es van introduir conceptes com l'alter ego de He-Man, el Príncep Adam de la Casa de Miro (fill de la família reial d'Eternia).
MOTU arribaria a ser molt més ric a través de la sèrie animada de Filmation He-Man and the Masters of the Universe estrenada en 1983 que va constar de 130 episodis a través de dues temporades fins a 1985. Durant aquesta sèrie es va introduir el personatge d'Orko.
Amb el llançament de la pel·lícula de 1985 He-Man i She-Ra: El secret de l'espasa es presenta a la germana bessona de He-man, She-Ra, al villà Hordak i el planeta Etheria.

## MOTU en els mitjans

### Línies de figures d'acció
- Masters of the Universe: 1981-1987[3]
- She-Ra: The Princess of the Power: 1985-1987[3]
- The New Adventures of He-Man: 1989-1992[3]
- Masters of the Universe Commemorative sèries: 2000-2001[3]
- Masters of the Universe 2002: 2002-2004[3]
- Masters of the Universe Classics: 2008-2015[3]
- Masters of the Universe Filmation: 2016-2019[3]
- Masters of the Universe Origins: 2020-actualitat[4]
- Masters of the Universe Masterverse: 2021-actualitat

### Còmics
- Màster of the universe (Mini-comics): 1981–1983[5]
- Màster of the universe (DC comics): 1982–1983
- Màster of the universe (Marvel comics): 1986–1988
- Màster of the universe (Image comics): 2002-2004
- Màster of the universe (Dark Horse comic): 2011
- He-Man and the Màster of the universe (DC comics): 2012- actualitat

### Sèries per a televisió
- He-Man and the Masters of the Universe: Sèrie animada de 1983-1985.
- She-Ra: The Princess of the Power: Sèrie animada de 1985-1987.
- The New Adventures of He-Man: Sèrie animada de 1990.
- He-Man and the Masters of the Universe: Sèrie animada de 2002-2004.
- She-Ra i les princeses del poder: Sèrie animada de 2018.
- Masters of the Universe: Revelation. Sèrie animada de 2021.
- He-Man and the Masters of the Universe. Sèrie animada (CGI) de 2021.
- Masters of the Universe: Revolution. Sèrie animada de 2024.[6]

### Llargmetratges
- He-Man i She-Ra: El secret de l'espasa. Animació, 1985
- He-man i She-ra: Especial de Nadal. Animació, 1985
- Masters of the Universe. Imatge real, 1987
- Chip and Dale: Rescue Rangers. Animació (personatges en entorn d'imatge real), 2022 (cameo)